# MRT Rosa linje
Rosa linje är en del av MRT (Metropolitan Rapid Transit) i Bangkok som öppnades hösten 2023. Linjen sträcker sig i väst-östlig riktning genom de norra delarna av Stor-Bangkok.
Linjen är en upphöjd tåglinje med förarlösa monorail-tåg från Bombardier. Linjen startar i väster i anslutning till MRT Nonthaburi och slutar i öster i Min Buri. Det finns sammanlagt 30 stationer på linjen.

## Stationer
- PK01 - Nonthaburi Civic Center
- PK02 - Khae Rai
- PK03 - Sanambin Nam
- PK04 - Samakkhi
- PK05 - Royal Irrigation Department
- PK06 - Yaek Pak Kret
- PK07 - Pak Kret Bypass
- PK08 - Chaeng Watthana-Pak Kret 28
- PK09 - Si Rat
- PK10 - Mueang Thong Thani
- PK11 - Chaeng Watthana 14
- PK12 - Government Complex
- PK13 - National Telecom
- PK14 - Lak Si
- PK15 - Rajabhat Phranakhon
- PK16 - Wat Phra Sri Mahathat
- PK17 - Ram Inthra 3
- PK18 - Lat Pla Khao
- PK19 - Ram Inthra Kor Mor 4
- PK20 - Maiyalap
- PK21 - Vacharaphol
- PK22 - Ram Inthra Kor Mor 6
- PK23 - Khu Bon
- PK24 - Ram Inthra Kor Mor 9
- PK25 - Outer Ring Road - Ram Inthra
- PK26 - Nopparat
- PK27 - Bang Chan
- PK28 - Setthabutbamphen
- PK29 - Min Buri Market
- PK30 - Min Buri